# Falcileptoneta ogatai
Falcileptoneta ogatai là một loài nhện trong họ Leptonetidae.
Loài này thuộc chi Falcileptoneta. Falcileptoneta ogatai được miêu tả năm 2007 bởi Irie & Ono.